# 临江街道 (杭州市)
临江街道，中华人民共和国浙江省杭州市钱塘区下辖的一个街道。临江街道于2009年9月成立，由原河庄镇与原新湾镇的部分地区组成。临江街道原属萧山区管辖，2021年4月，其被划入新设的钱塘区。

## 辖区
临江街道辖有：
- 社区(32)：临江佳苑社区、临江工业园区社区；
- 行政村(32)：萧东村、东庄村